# سوچیندا کراپرایون
سوچیندا کراپرایون (تایلندی: สุจินดา คราประยูร؛ زادهٔ ۶ اوت ۱۹۳۳ – درگذشتهٔ ۱۰ ژوئن ۲۰۲۵) پرسنل نظامی، و سیاستمدار اهل تایلند بود. وی از ۷ آوریل ۱۹۹۲ تا ۲۴ مه ۱۹۹۲ نخست‌وزیر این کشور بود.
وی همچنین برندهٔ جوایزی همچون نشان لنین، جایزه صلح لنین، و نشان فیل سفید شده‌است.
سوچیندا کراپرایون در ۱۰ ژوئن ۲۰۲۵، در سن ۹۱ سالگی درگذشت.